# Moca (djur)
Moca är ett släkte av fjärilar. Moca ingår i familjen Immidae.

## Dottertaxa tillMoca, i alfabetisk ordning[1]
- Moca aeluropis
- Moca albodiscata
- Moca ancistrota
- Moca antiquata
- Moca aphrodora
- Moca auxobathra
- Moca chasmatica
- Moca chelacma
- Moca chlorolepis
- Moca chlorosoma
- Moca chrysocosma
- Moca congrualis
- Moca cyclostoma
- Moca discophora
- Moca ethirastis
- Moca fungosa
- Moca humbertella
- Moca metriodoxa
- Moca mitrodeta
- Moca mniograpta
- Moca nephallactis
- Moca nephelastra
- Moca neurota
- Moca nipharcha
- Moca niphostoma
- Moca nubigena
- Moca oxystoma
- Moca panopta
- Moca pardalina
- Moca pelinactis
- Moca pelomacta
- Moca phthorosema
- Moca purpurascens
- Moca radiata
- Moca roscida
- Moca rugosella
- Moca selenaspis
- Moca semilinea
- Moca strepsizona
- Moca synconista
- Moca tesseraria
- Moca tormentata
- Moca tyrocnista
- Moca velutina
- Moca vexatalis
- Moca zophodes